# Стейн, Сеймур
Сеймур Стейн (англ. Seymour Stein; 18 апреля 1942, Бруклин, в некоторых переводах — Стайн — 2 апреля 2023, Лос-Анджелес) — американский предприниматель и музыкальный управленец. Был одним из основателей Sire Records и был вице-президентом Warner Bros. Records. C лейблом Sire Стейн подписал группы, ставшие одними из главных для эры новой волны 1970-х и 80-х, включая Talking Heads, Ramones и The Pretenders. Он был введён в Зал славы рок-н-ролла в 2005 году.

## Музыкальная карьера
Стейн родился в Бруклине, районе Нью-Йорка. Будучи старшеклассником, он проходил летнюю практику 1957 и 1958 годов в King Records в Цинциннати. В 1958 году он занял должность клерка в журнале Billboard, а с 1961 года два года работал на King Records.
В 1966 году Стейн и продюсер Ричард Готтерер основали Sire Productions, что привело к созданию Sire Records. В 1975 году лейбл подписал контракт с такими первопроходцами, как Ramones и Talking Heads, в 1980 году — с Pretenders и в 1982 году — с Мадонной. Другие артисты, подписанные Sire, включают The Replacements, Depeche Mode,Erasure, The Smiths, The Cure, Ice-T, The Undertones, Ministry и Echo & the Bunnymen. Стейн не уволил Depeche Mode несмотря на плохие продажи их первых трёх альбомов в США — лишь их четвёртый альбом принёс им американский успех.
Влияние Стейна на подписание и продвижение музыкального жанра новой волны было столь сильно, что ему иногда приписывают придумывание названия в качестве альтернативы термину панк, который он считал унизительным. Термин ранее использовался для обозначения французского кинематографического движения «Французская новая волна» 1960-х годов.
Стейн был президентом Sire Records, а также вице-президентом Warner Bros. Records до его выхода на пенсию 18 июля 2018 года. У него была по соглашение по маркетингу и дистрибуции с 1976 по 1994 год, и аналогичное ещё раз с апреля 2003 года до выхода на пенсию. 14 марта 2005 года он был введён в Зал славы рок-н-ролла в категории «достижений за всю жизнь». 9 июня 2016 года Стейн был удостоен Награды Ричмонда Хитмейкера в Зале славы авторов песен.

## Признание
Стейн является объектом одноимённой песни шотландской музыкальной группы Belle and Sebastian . Он был лауреатом премии Lifetime Achievement Award на Международной танцевальной музыкальной премии в 2010 году. Ice-T написал о Штейне в своей автобиографии, заявив: «Он вырезан из этой ткани старых музыкальных управленцев, таких как Клайв Дэвис, но он более эксцентричен… Просто немного более странный, немного более авангардный, более резкий котяра». Он написал, что Стейн никогда бы не посмел редактировать музыкальные произведения Ice-T, но иногда выражал опасения (например, он был против гомофобии в рэпе).

## Личная жизнь
Стейн ранее был женат на музыкальном промоутере и руководящему специалисту по недвижимости Линде Стейн. У пары родилось две дочери, прежде чем они развелись на дружеских условиях в конце 1970-х. Стейн никогда не вступал в повторный брак. В 2017 году он признался, что является геем. Одна из его дочерей — режиссёр Мэнди Стейн. Старшая дочь Стейна, Саманта, скончалась от рака мозга в 2013 году в возрасте 40 лет. У неё осталась единственная дочь Дора, которая живёт со своим отцом Роджером Уэллсом, бывшим мужем Саманты. В 2018 году Стейн опубликовал свою автобиографию «Песня сирены: моя жизнь в музыке».